# ID&T
ID&T è un'azienda olandese operante nel settore dell'intrattenimento fondata nel 1990.
Iniziò con i tre fondatori della compagnia Irfan, Duncan e Theo residenti ad Amsterdam. Il loro primo evento fu il "The Final Exam" all'Utrecht Conference Center.
Tra gli eventi organizzati dalla compagnia c'è il Sensation all'Amsterdam ArenA, con circa 40.000 persone partecipanti. Ci sono due edizioni: il Sensation White (trance, house) evento che avviene il primo sabato di luglio, dove i partecipanti devono vestire di bianco e il Sensation Black (techno, hardstyle e hardcore) il quale avviene il sabato successivo, dove tutti i partecipanti devono vestire di nero. Altri party come il Mystery Land sul terreno del Floriade 2002 vicino ad Hoofddorp con circa 50 000 partecipanti, Innercity all'Amsterdam RAI (circa 45 000 partecipanti) con otto aree e vari stili, solitamente avvengono in mezzo a dicembre; altri party sono il Thunderdome (hardcore techno e techno), Tomorrowland, Trance Energy, Bloomingdale e NJOY.
La ID&T opera al ID&T Release magazine e al portale multilingue per il download di musica ID&T Dance Tunes.com. Inoltre organizzarono il primo evento dove un dj suonava per tutta la notte con Tiësto al Gelredome l'11 maggio 2003. Organizzarono questo evento di nuovo nella stessa sede in due serate consecutive, il 29 e 30 ottobre 2004 e ancora il 2 giugno 2007. Lo stesso evento fu portato anche all'Ethias Arena in Hasselt (Belgio) il 6 novembre 2004 e il 19 maggio 2007. Il concerto nel 2007 si chiamava "Elements of Life".
Il 16 giugno 2005, fu organizzato il primo Sensation White in Germania, al Veltins Arena in Gelsenkirchen. Insieme con la compagnia musicale e teatrale Stage Entertainment (in passato Stage Holding), crearono la ID&T Germania come joint venture. Il 16 aprile 2005, gli stessi eventi presero posto in Belgio. Nel 2009 hanno organizzato per la prima volta, per due notti di seguito, il 3 e 4 luglio all'Amsterdam ArenA il Wicked Wonderland.